# Eigrutel
 (janvier 2014).
Si vous disposez d'ouvrages ou d'articles de référence ou si vous connaissez des sites web de qualité traitant du thème abordé ici, merci de compléter l'article en donnant les références utiles à sa vérifiabilité et en les liant à la section « Notes et références ».
John Eigrutel Production est une maison d'édition de bande dessinée créée par Jean et Simon Léturgie.
Eigrutel est l'anacyclique de Léturgie.